# 艾讷博恩
艾讷博恩（德語：Eineborn）是德国图林根州的一个市镇。总面积7.89平方公里，总人口343人，其中男性165人，女性178人（2011年12月31日），人口密度43人/平方公里。